# حسن كامل سبوريل
حسن كامل سبوريل (بالتركية: Hasan Kamil Sporel) ـ (1894 ـ 1969) هو لاعب كرة قدم تركي، لعب في مركز المدافع لفريق فنربخشة (منذ سنة 1911) ومنتخب تركيا لكرة القدم، وهو الشقيق الأكبر للمهاجم زكي رضا سبوريل، وكلاهما صار رئيسًا لنادي فنربخشة فيما بعد.
كان سبوريل كابتن المنتخب التركي في أول مباراة دولية في تاريخه، وهي مباراته ضد منتخب رومانيا، التي أقيمت في 26 أكتوبر 1923، وانتهت بالتعادل بهدفين لكلا الفريقين.